# Jason D. Anderson
Jason D. Anderson (även Jason Anderson) är en amerikansk datorspelsutvecklare känd för bland annat sin medverkan i utvecklingen av Fallout och Arcanum: Of Steamworks and Magick Obscura. Han började sin karriär som frilansarbetare på Interplay Entertainment, där han senare blev Lead Technical Artist. Under utvecklingen av Fallout 2 lämnade Anderson Interplay och grundade Troika Games tillsammans med Tim Cain och Leonard Boyarsky. Efter Troika arbetade han som fastighetsmäklare  innan han gick tillbaka till Interplay.
I mars 2009 tog Anderson anställning hos inXile Entertainment som Creative Director för ett projekt som senare visade sig vara Wasteland 2. 
Sedan 2011 arbetar han på Turtle Rock Studios.

## Verk
| Titel                                     | År   | Roll                              | Företag             |
| ----------------------------------------- | ---- | --------------------------------- | ------------------- |
| USCF Chess                                | 1993 | Konstnär                          | Interplay           |
| Stonekeep                                 | 1995 | Konstnär/Designer                 | Interplay           |
| Fallout                                   | 1997 | Lead Technical Artist, Speldesign | Interplay           |
| Fallout 2                                 | 1998 | Handling                          | Interplay           |
| Arcanum: Of Steamworks and Magick Obscura | 2001 | Creative principal                | Troika Games        |
| Vampire: The Masquerade – Bloodlines      | 2004 | Creative Director                 | Troika Games        |
| Project V13                               | 2007 | Creative Director                 | Interplay           |
| Wasteland 2                               | 2014 | Handling                          | inXile              |
| Evolve                                    | 2015 |                                   | Turtle Rock Studios |